# Mnesictena
Mnesictena (лат.) — род бабочек огнёвок-травянок из подсемейства Spilomelinae (Crambidae). Известные в настоящее время 7 видов встречаются исключительно в Новой Зеландии и на связанных с ней Антиподовых и Чатемских островах.

## Кормовые растения
Гусеницы Mnesictena отмечены на различных растениях, напритмер, вид Mnesictena flavidalis питается растениями Muehlenbeckia (Гречишные), M. daiclesalis на Veronica macrocarpa (Подорожниковые), M. notata и M. marmarina на крапиве

## Описание
Отличаются строением гениталий: ункус у представителей рода Mnesictena одноголовчатый.

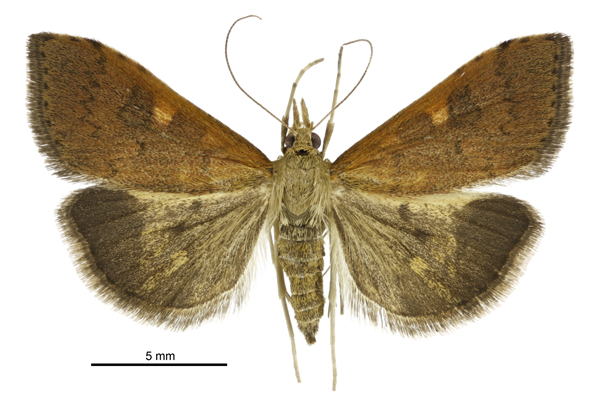
Mnesictena flavidalis, самка
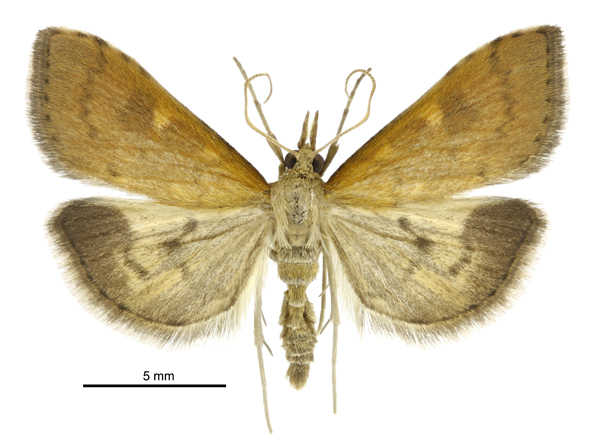
Mnesictena flavidalis, самец

## Классификация
Включает 7 видов из трибы Udeini. В прошлом род Mnesictena включали в род Udea, но в настоящее время он рассматривается как самостоятельный род.
- Mnesictena adversa (Philpott, 1917), Новая Зеландия
- Mnesictena antipodea (Salmon in Salmon & Bradley, 1956), SE Antipodes Island
- Mnesictena daiclesalis (Walker, 1859), Новая Зеландия
- Mnesictena flavidalis (Doubleday, 1843), Новая Зеландия
- Mnesictena marmarina Meyrick, 1884typus, Новая Зеландия
- Mnesictena notata (Butler, 1879), Новая Зеландия
- Mnesictena pantheropa (Meyrick, 1884), Chatham Islands